# Lauhansuo
Lauhansuo är en sumpmark i Finland. Den ligger i Vittis i landskapet Satakunta, i den sydvästra delen av landet, 170 km nordväst om huvudstaden Helsingfors.